# Armoriale Wernigerode

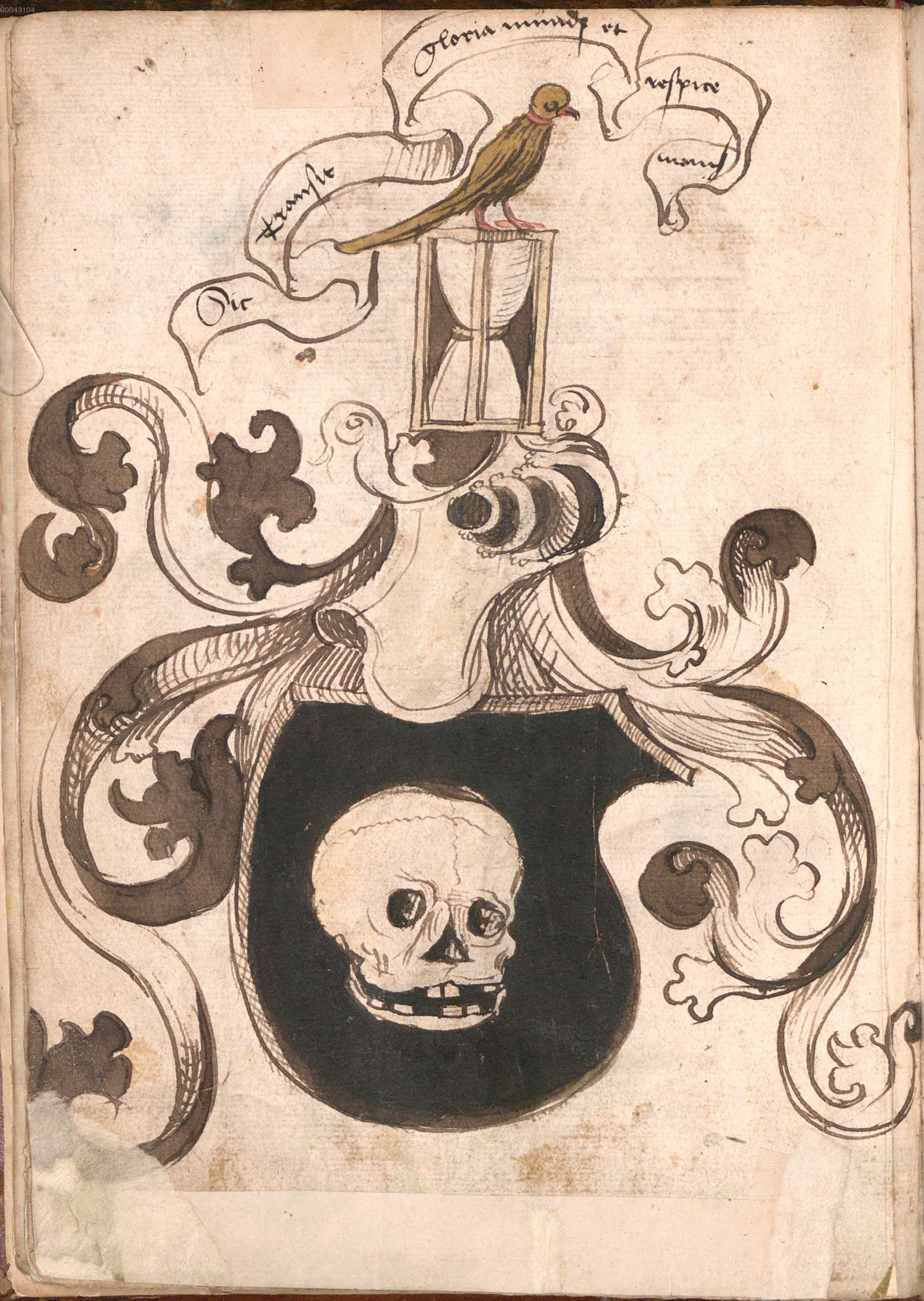
Una delle più antiche armi fittizie presenti nel manoscritto, l'arma della Morte nel fol. 3v (con il motto araldico sic transit gloria mundi)

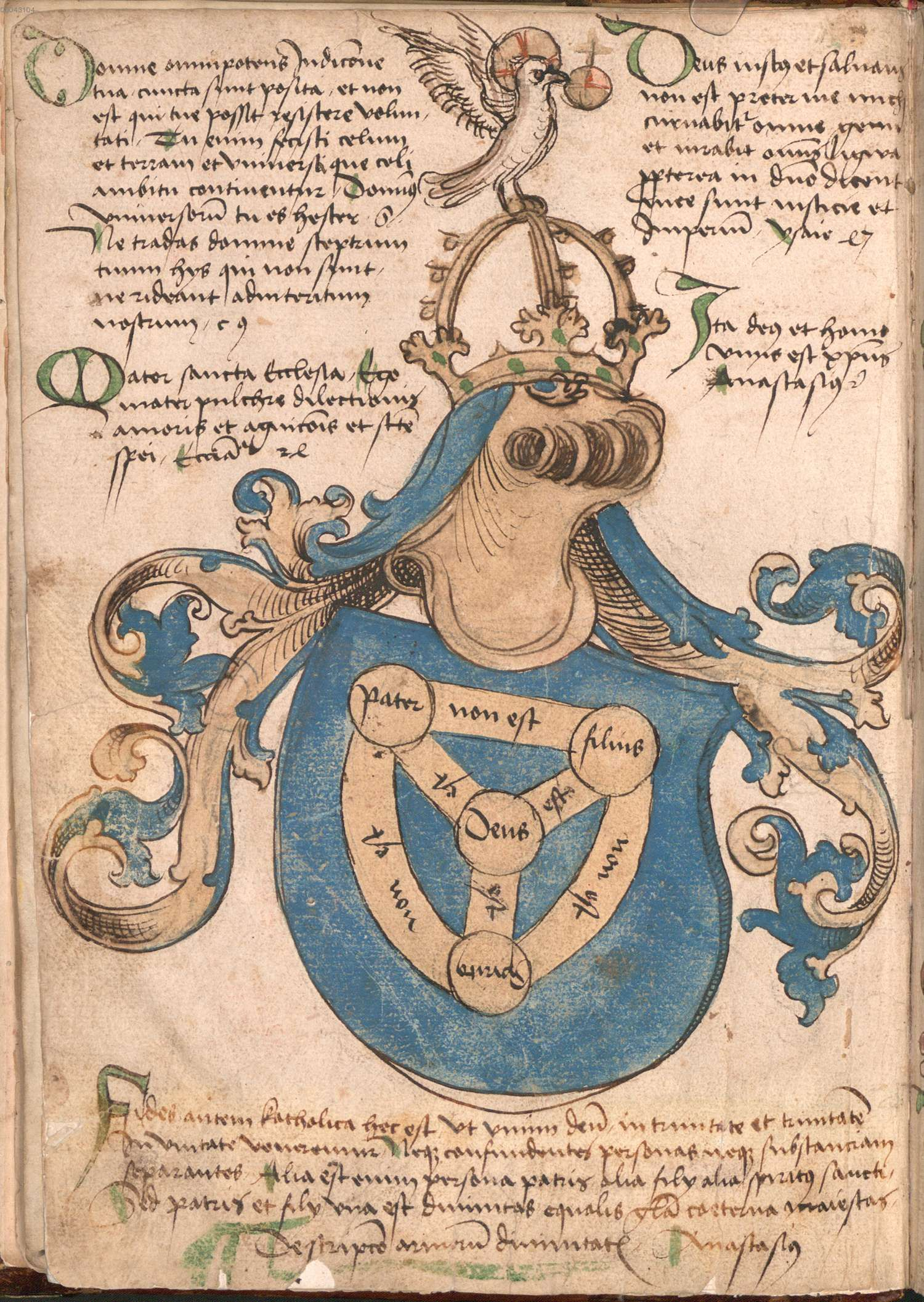
Arma di Dio, Trinità, con la colomba, cimiero dello Spirito Santo

L'Armoriale Wernigerode (Biblioteca di Stato della Baviera Cod.icon.308 n, conosciuto in Germania come  Wernigeroder (Schaffhausensches) Wappenbuch) è un armoriale compilato nella Germania meridionale (probabilmente presso Nördlingen) nell'ultima parte del XV secolo (tra il 1486 e il 1492).
Il volume appartenne dapprima alla famiglia Schaffhauser di Csiaffusa, Ehingen am Ries, presso Nördlingen, poi fu ritrovato nella biblioteca Stolberg di Wernigerode (segnatura Zi 33), e con la scomparsa di questa biblioteca nel 1927/8 venne in possesso di Otto Hupps, e infine fu acquistato dalla Biblioteca di Stato della Baviera nel 1949. Il manoscritto è il primo dei due volumi originari; il secondo volume è andato perso. Un terzo volume consiste nel registro dei primi due, e si trova nella Biblioteca Universitaria di Halle (segnatura Halle, UuLB: Zi 33).
Si tratta, per l'araldica, di una testimonianza importante del periodo di transizione dalle convenzioni medioevali a quelle classiche (le basi di quelle moderne) (ad esempio le armi papali sono mostrate con le chiavi di Pietro che si incrociano dietro lo scudo, forma grafica che fu solo gradualmente adottata dagli stessi pontefici nel corso del XVI secolo, mentre le chiavi incrociate sullo scudo furono usate per la prima volta solo pochi decenni prima, circa 1420).
Nel foglio 261 sono presenti vari stemmi, secondo il costume di quel tempo in ordine di grado discendente, iniziando con un certo numero di stemmi puramente fittizi o simbolici, come quello di Dio, di Gesù Cristo , o della Morte, i primi stemmi dei re Abysay, Sabytay, Banabias, del Re Alfonso di Castiglia, il santo cavaliere Eustachio, seguiti dagli stemmi, reali stavolta, di Svezia, Austria e Turingia, e quelle fittizie dei Nove Prodi.
Dopo di queste l'armoriale presente gli stemmi al momento in uso  (XV secolo), cominciando con lo stemma papale di Innocenzo VIII, lo stemma imperiale degli Asburgo d'Austria e l'aquila imperiale del Sacro Romano Impero, lo stemma reale di Francia (già attribuito al precedente Gofferdo`, Inghilterra e Grecia.
Sono poi presenti un maggior numero di armi reali e ducali, in parte reali e in parte fittizie, incluse (tra le altre) quelle del Delfino, Wessex (?), Italia (regno di Napoli), Irlanda, di Oltremare (la croce di Gerusalemme, lo stemma di Calistria, regina delle Amazzoni, Britannia, Gran Khan, Arabia, Ninive, Granada, etc., Baviera, Assia, Baviera-Straubing e il duca di Teck, Lorenzo de' Medici, il Sultano di Gerusalemme, alcuni imperi orientali come Persia, India, Prete Gianni, Costantinopoli (Bisanzio, che mostra le armi dell'Impero latino), Catai (Cina), Scozia, Aragona, Danimarca, Svezia, Norvegia, Islanda, Polonia, Antiochia, Etiopia, Salernom Castiglia, Troia, Nabusodonosor, Nerone.
Dopo questa premessa il volume da inizio ad un più realistico elenco dell'araldica del tempo, a cominciare dal foglio 20v, organizzata come segue:
Gli stemmi dei territori e delle famiglie nobili del regno di Spagna, l'alta nobiltà del Sacro Romano Impero, Borgogna, Savoia, Milano e regno di Napoli (ff. 20-29); la più elevata nobiltà del Sacro Romano Impero nei ducati di Kleve, Gheldria, Liegnitz, Werdenberg, Württemberg, i territori degli Asburgo, e gli stemmi dei vari conti (foll. 29-85).
Questi sono seguiti dalle armi della nobiltà minore e di alcune famiglie borghesi (foll. 86-255) e di alcune città imperiali (foll. 257-262).